# Teagueia rex
Teagueia rex är en orkidéart som först beskrevs av Carlyle August Luer och Rodrigo Escobar, och fick sitt nu gällande namn av Olaf Gruss och Manfred Wolff. Teagueia rex ingår i släktet Teagueia och familjen orkidéer. Inga underarter finns listade i Catalogue of Life.